# Christoffer Leijoncrona
Christoffer Leijoncrona (ur. 1662 w Sztokholmie, zm. 8 kwietnia 1710 w Londynie) – szwedzki poeta i dyplomata, syn sekretarza i dworzanina królowej Krystyny.
W roku  1689  Leijoncrona wyruszył do  Londynu jako sekretarz misji dyplomatycznej. 1 grudnia 1701 został uznany za  fellow of the Royal Society. W roku 1703 został ambasadorem Szwecji w Londynie, które to stanowisko piastował do śmierci.
Poezja Leijoncrony wzorowana była na francuskiej i środkowoeuropejskiej poezji renesansowej.